# Antoine Hoang
Antoine Hoang (nacido el 4 de noviembre de 1995) es un jugador de tenis francés.
Hoang tiene una carrera en la que ha conseguido máximo ranking ATP individual n.º 98 logrado el 19 de agosto de 2019. También tiene una carrera en dobles, alcanzando el n.º 211 el 17 de junio de 2019.
Ganó su primer partido ATP en Montpellier contra Steve Darcis en 2019 (y llegó a la final de dobles, con Benjamin Bonzi de compañero).